# Kelsos i Marcjanilla
Kelsos, cs. Muczenik Kielsij i Marcjanilla, cs. Muczenica Marioniłła (zm. ok. 302 lub 311) – męczennicy wczesnochrześcijańscy okresu prześladowań Dioklecjana w Antiochii w Syrii lub Antinoopolis w Egipcie, święci Kościoła katolickiego i prawosławnego.
Kelsos (łac. Celsus, Celzjusz) był synem Marcjanilly i prawdopodobnie namiestnika Marcjana. Oboje byli poganami.
Podczas prześladowań chrześcijan w czasach panowania Dioklecjana byli świadkami wskrzeszenia zmarłego poganina Anastazego. Czynu tego dokonał św. Julian Egipski będąc uwięziony przez namiestnika za udzielenia schronienia kapłanom. Kelsos, Marcjanilla i Anastazy porzucili pogaństwo, a chrztu udzielił im przebywający również w więzieniu kapłan Antoni.
Wszyscy zostali ścięci mieczem.
Ich wspomnienie liturgiczne w Kościele katolickim obchodzone jest 9 stycznia za Martyrologium Rzymskim.
Cerkiew prawosławna wspomina męczenników 8/21 stycznia (za łac. Greek Menaea), tj. 21 stycznia według kalendarza gregoriańskiego.